# Tetrigidae
I Tetrigidi (Tetrigidae Serville, 1838) sono una famiglia di insetti dell'ordine Orthoptera.

## Descrizione
A prima vista i tetrigidi, con la loro colorazione bruna, assomigliano agli acrididi, ma si distinguono facilmente per il pronoto che è prolungato all'indietro e raggiunge l'estremità dell'addome. Le ali anteriori sono ridotte a piccole scaglie, mentre quelle posteriori sono ben sviluppate, specialmente in determinate specie.

## Biologia
Questi insetti vivono sul suolo, in zone dove la vegetazione non è troppo fitta e spesso si trovano sulle rive degli stagni e dei corsi d'acqua; parecchi di loro, infatti, nuotano abbastanza bene.
Questi insetti sono diurni e la loro attività è influenzata dalla temperatura. Non producono alcun suono udibile e non possiedono organi uditivi. I tetrigidi si nutrono principalmente di muschi e alghe e trascorrono l'inverno allo stadio di larve o di adulti giovani. Le uova sono disposte a grappoli, incollate le une alle altre, ma non sono riunite da alcun involucro protettivo. Sono deposte nel suolo o nel muschio e le giovani larve escono nel giro di un mese.

## Tassonomia
- Sottofamiglia Batrachideinae Bolívar, 1887
  - Apteropedon Bruner, 1910
  - Ascetotettix Grant, 1956
  - Batrachidea Serville, 1838
  - Eutettigidea Hancock, 1914
  - Halmatettix Hancock, 1909
  - Lophoscirtus Bruner, 1911
  - Palaisioscaria Günther, 1936
  - Paurotarsus Hancock, 1900
  - Paxilla Bolívar, 1887
  - Phloeonotus Bolívar, 1887
  - Plectronotus Morse, 1900
  - Puiggaria Bolívar, 1887
  - Rehnidium Grant, 1956
  - Saussurella Bolívar, 1887
  - Scaria Bolívar, 1887
  - Tettigidea Scudder, 1862
  - Vilma Steinmann, 1973
  - Vingselina Sjöstedt, 1921
- Sottofamiglia Cladonotinae Bolívar, 1887
  - Afrolarcus Günther, 1979
  - Antillotettix Perez-Gelabert, 2003
  - Aspiditettix Liang, Chen, Li & Chen, 2009
  - Austrohancockia Günther, 1938
  - Baeotettix† Heads, 2009
  - Bahorucotettix Perez-Gelabert, Hierro & Otte, 1998
  - Choriphyllum Serville, 1838
  - Cladonotella Hancock, 1909
  - Cladonotus Saussure, 1862
  - Cota Bolívar, 1887
  - Cubanotettix Perez-Gelabert, Hierro & Otte, 1998
  - Cubonotus Perez-Gelabert, Hierro & Otte, 1998
  - Dasyleurotettix Rehn, 1904
  - Deltonotus Hancock, 1904
  - Diotarus Stål, 1877
  - Dolatettix Hancock, 1907
  - Eleleus Bolívar, 1887
  - Epitettix Hancock, 1907
  - Fieberiana Kirby, 1914
  - Gestroana Berg, 1898
  - Gignotettix Hancock, 1909
  - Haitianotettix Perez-Gelabert, Hierro & Otte, 1998
  - Hancockella Uvarov, 1940
  - Hippodes Karsch, 1890
  - Hottettix Perez-Gelabert, Hierro & Otte, 1998
  - Hymenotes Westwood, 1837
  - Hypsaeus Bolívar, 1887
  - Microthymochares Devriese, 1991
  - Misythus Stål, 1877
  - Mucrotettix Perez-Gelabert, Hierro & Otte, 1998
  - Nesotettix Holdhaus, 1909
  - Oxyphyllum Hancock, 1909
  - Paraphyllum Hancock, 1913
  - Paraxelpa Sjöstedt, 1932
  - Pelusca Bolívar, 1912
  - Phyllotettix Hancock, 1902
  - Piezotettix Bolívar, 1887
  - Potua Bolívar, 1887
  - Pseudogignotettix Liang, 1990
  - Pseudohyboella Günther, 1938
  - Sierratettix Perez-Gelabert, Hierro & Otte, 1998
  - Stegaceps Hancock, 1913
  - Tepperotettix Rehn, 1952
  - Tettilobus Hancock, 1909
  - Thymochares Rehn, 1929
  - Tiburonotus Perez-Gelabert, Hierro & Otte, 1998
  - Tondanotettix Willemse, 1928
  - Truncotettix Perez-Gelabert, Hierro & Otte, 1998
  - Yunnantettix Zheng, 1995
- Sottofamiglia Cleostratinae Hancock, 1907
  - Cleostratus Stål, 1877
- Sottofamiglia Discotettiginae Hancock, 1907
  - Amphinotus Hancock, 1904
  - Arulenus Stål, 1877
  - Discotettix Costa, 1864
  - Hirrius Bolívar, 1887
  - Hydrotetrix Uvarov, 1926
  - Lamellitettigodes Günther, 1939
  - Paraguelus Günther, 1939
  - Spartolus Stål, 1877
- Sottofamiglia Lophotettiginae Hancock, 1909
  - Lophotettix Hancock, 1909
  - Phelene Bolívar, 1906
- Sottofamiglia Metrodorinae Bolívar, 1887
  - Allotettix Hancock, 1899
  - Amorphopus Serville, 1838
  - Amphinotus Hancock, 1915
  - Andriana Rehn, 1929
  - Apterotettix Hancock, 1904
  - Arexion Rehn, 1929
  - Austrohyboella Rehn, 1952
  - Bara Rehn, 1929
  - Bermania Storozhenko, 2012
  - Bolivaritettix Günther, 1939
  - Bullaetettix Günther, 1937
  - Calyptraeus Wang, 2001
  - Camelotettix Hancock, 1907
  - Centrosotettix Günther, 1939
  - Charagotettix Brancsik, 1893
  - Chiriquia Morse, 1900
  - Cingalina Hebard, 1932
  - Cingalotettix Günther, 1939
  - Cleostratoides Storozhenko, 2013
  - Corystotettix Günther, 1939
  - Cotys Bolívar, 1887
  - Cotysoides Zheng & Jiang, 2000
  - Crimisodes Hebard, 1932
  - Crimisus Bolívar, 1887
  - Cryptotettix Hancock, 1900
  - Cyphotettix Rehn, 1952
  - Eomorphopus Hancock, 1900
  - Eurybiades Rehn, 1929
  - Gorochovitettix Storozhenko & Pushkar, 2015
  - Hancockiella Cadena-Castañeda & Cardona, 2015
  - Hildegardia Günther, 1974
  - Holocerus Bolívar, 1887
  - Hovacris Rehn, 1929
  - Hyboella Hancock, 1915
  - Hybotettix Hancock, 1900
  - Hyperyboella Günther, 1938
  - Indomiriatra Tinkham, 1939
  - Isandrus Rehn, 1929
  - Lamellitettigodes Günther, 1939
  - Macromotettix Günther, 1939
  - Macromotettixoides Zheng, Wei & Jiang, 2005
  - Mazarredia Bolívar, 1887
  - Melainotettix Günther, 1939
  - Metamazarredia Günther, 1939
  - Metopomystrum Günther, 1939
  - Metrodora Bolívar, 1887
  - Miriatra Bolívar, 1906
  - Moluccasia Rehn, 1948
  - Myxohyboella Shishodia, 1991
  - Notocerus Hancock, 1900
  - Ocytettix Hancock, 1907
  - Ophiotettix Walker, 1871
  - Orthotettix Hancock, 1909
  - Orthotettoides Zheng, 1998
  - Otumba Morse, 1900
  - Oxytettix Rehn, 1929
  - Paraguelus Günther, 1939
  - Paraspartolus Günther, 1939
  - Platythorus Morse, 1900
  - Plesiotettix Hancock, 1907
  - Procytettix Bolívar, 1912
  - Pseudomacromotettix Zheng, Li & Lin, 2012
  - Pseudomitraria Hancock, 1907
  - Pseudoparatettix Günther, 1937
  - Pseudoxistrella Liang, 1991
  - Pterotettix Bolívar, 1887
  - Rhopalina Tinkham, 1939
  - Rhopalotettix Hancock, 1910
  - Rhynchotettix Hancock, 1907
  - Rostella Hancock, 1913
  - Salomonotettix Günther, 1939
  - Scabrotettix Hancock, 1907
  - Spadotettix Hancock, 1910
  - Spartolus Stål, 1877
  - Synalibas Günther, 1939
  - Systolederus Bolívar, 1887
  - Threciscus Bolívar, 1887
  - Thibron Rehn, 1939
  - Thyrsus Bolívar, 1887
  - Timoritettix Günther, 1971
  - Trigonofemora Hancock, 1906
  - Vaotettix Podgornaya, 1986
  - Xistra Bolívar, 1887
  - Xistrella Bolívar, 1909
  - Xistrellula Günther, 1939
- Sottofamiglia Scelimeninae Hancock, 1907
- Sottofamiglia Tetriginae Serville, 1838
- Sottofamiglia Tripetalocerinae Hancock, 1907